# SAINT
SAINT is een softwarepakket dat kwetsbaarheden in netwerken detecteert. Het kan gebruikt worden om te controleren computers op een netwerk gehackt kunnen worden. Op basis van de resultaten van deze controle kunnen systemen dan beter beveiligd worden. SAINT werkt op Linux, Unix en Mac OS X.

## Geschiedenis
SAINT, wat staat voor het Engelse "Security Administrator's Integrated Network Tool" (vrij vertaald: "geïntegreerde netwerkhulpmiddel voor beveiligingsmedewerkers"), is een opvolger van SATAN. SATAN was ontwikkeld door Dan Farmer en Wietse Venema en in 1995 uitgegeven. In juli 1998 nam het bedrijf SAINT de ontwikkeling ervan over en gaf het SAINT uit. Het bedrijf SAINT heeft zijn hoofdkwartier in Bethesda, Maryland, Verenigde Staten.

## Scan
Een scan van SAINT vindt in vier stappen plaats:
- Stap 1 – SAINT gaat alle bereikbare systemen op een netwerk langs en checkt welke TCP- en UDP-diensten erop beschikbaar zijn.
- Stap 2 – Voor iedere dienst die beschikbaar is wordt een aantal tests uitgevoerd om te zien of een hacker op een of andere manier zou kunnen inbreken via deze dienst, er een denial of service op uitgevoerd kan worden, of dat er gevoelige informatie via de service verkregen kan worden.
- Stap 3 – De scanner controleert op kwetsbaarheden.
- Stap 4 – Wanneer kwetsbaarheden worden gedetecteerd worden de resultaten op verschillende manieren gecategoriseerd, waarmee de eindgebruikers zelf kunnen bepalen op welke gegevens zij zich willen concentreren.

## Functies
Het langslopen van de systemen op een netwerk wordt 'scannen' genoemd. De SAINTscanner, een onderdeel van het SAINT-pakket, gaat poorten van machines op een netwerk langs, kijkt of er via de poorten ingebroken kan worden, creëert eventueel een denial-of-service- of DoS-aanval, of verzamelt gevoelige informatie over een dergelijk computernetwerk.
SAINT ondersteunt SCAP, het Security Content Automation Protocol. Verder is het een goedgekeurde scanner binnen de betaalkaartenindustrie in de Verenigde Staten.
SAINT kan kwetsbaarheden categoriseren op basis van de ernst ervan, het type of de hoeveelheid. Wanneer de kwetsbaarheden worden aangegeven, wordt door SAINT ook naar mededelingen hierover op het internet, zoals beveiligingsadviezen van CERT en IAVA verwezen.

## Onderdelen
SAINTexploit is een onderdeel van het SAINT-pakket dat penetratietests kan uitvoeren. Waar de SAINT-scanner hooguit kwetsbaarheden aangeeft en hierover adviseert, tracht SAINTexploit hier daadwerkelijk gebruik van te maken om in te breken op systemen, op basis van resultaten van SAINTscanner. Verder is SAINTmanager onderdeel van het pakket. Dit geeft een grafische schil om diverse instanties van SAINT waarmee het beheer met SAINT op een centrale manier kan plaatsvinden. SAINTwriter is een onderdeel van het SAINT-pakket dat de gebruiker in staat stelt op maat evaluaties samen te stellen voor eigen gebruik, inclusief illustraties zoals grafieken.
Van SAINT zijn SAINT Professional en SAINT Enterprise beschikbaar. SAINT Professional bestaat uit SAINTscanner, SAINTexploit en SAINTwriter. SAINT Enterprise bestaat hiernaast ook nog uit SAINTmanager.